# 光州 (河南省)
32°8′46″N 115°8′17″E / 32.14611°N 115.13806°E
光州，中国古代城市，光州本州境即今河南省信阳市潢川县境，光州城即今潢川县城。唐建光州，清雍正二年升格为光州直隶州，民国二年（1913年）全国政区改革，光州本可改称光县，嫌与邻封光山县凌夺，查黄水自湖北麻城县东流至州西北，名曰潢河，故改称“潢川县”。
光州襟带长淮，控扼颍蔡，自古为江淮河汉的战略要地，有“河洛重镇，吴楚上游”之称。自公元220年置弋阳郡开始直到1952年潢川专区撤并，在长达1700多年的时间内，光州（今潢川县）历朝历代均为豫东南地区的政治、经济、文化中心。
光州为黄国故里，是诸侯向东南沿海开辟探索的重要桥梁，也是中国各氏族南迁北移的重要枢纽。光州小商品商业发达，素有豫南小苏州、小汉口之称。

## 历史沿革

### 古代

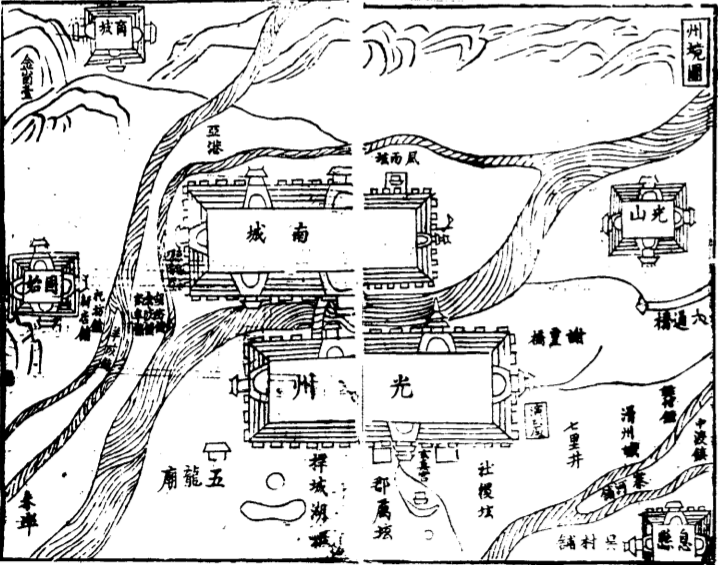
顺治年间光州全境地图

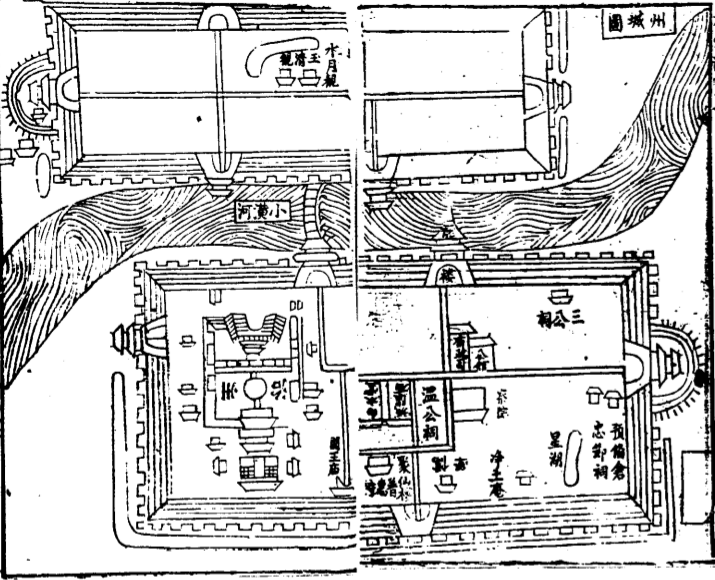
顺治年间光州治所地图

据《禹贡》载，光州为扬州之域。汉朝时为汝南郡地。三国曹魏黄初元年置弋阳郡，弋阳县为郡治所。南朝梁设置光州，在东魏、北齐、北周占据时，因与山东的光州（治今山东省莱州市）区别，称为南光州。隋开皇三年（583年）废弋阳郡，定城县直属南光州。开皇五年（585年）改光州为莱州，改南光州为光州。大业三年（607年）光州改为弋阳郡，定城县属之。
| 隋代行政区划变遷 | 隋代行政区划变遷 | 隋代行政区划变遷 | 隋代行政区划变遷 | 隋代行政区划变遷 | 隋代行政区划变遷 | 隋代行政区划变遷 | 隋代行政区划变遷 | 隋代行政区划变遷 | 隋代行政区划变遷 | 隋代行政区划变遷 | 隋代行政区划变遷 | 隋代行政区划变遷 | 隋代行政区划变遷 | 隋代行政区划变遷 | 隋代行政区划变遷 | 隋代行政区划变遷 | 隋代行政区划变遷 | 隋代行政区划变遷                          |
| 区划             | 開皇元年         | 開皇元年         | 開皇元年         | 開皇元年         | 開皇元年         | 開皇元年         | 開皇元年         | 開皇元年         | 開皇元年         | 開皇元年         | 開皇元年         | 開皇元年         | 開皇元年         | 開皇元年         | 開皇元年         | 開皇元年         | 区划             | 大業3年                                   |
| ---------------- | ---------------- | ---------------- | ---------------- | ---------------- | ---------------- | ---------------- | ---------------- | ---------------- | ---------------- | ---------------- | ---------------- | ---------------- | ---------------- | ---------------- | ---------------- | ---------------- | ---------------- | ----------------------------------------- |
| 州               | 南光州           | 南光州           | 南光州           | 南光州           | 南郢州           | 南郢州           | 南郢州           | 南郢州           | 南郢州           | 南建州           | 南建州           | 南建州           | 南建州           | 澮州             | 澮州             | 澮州             | 郡               | 弋陽郡                                    |
| 郡               | 光城郡           | 宋安郡           | 丰安郡           | 弋陽郡           | 東光城郡         | 淮南郡           | 齐安郡           | 新蔡郡           | 边城郡           | 平高郡           | 義城郡           | 新蔡郡           | 新城郡           | 新蔡郡           | 边城郡           | 光化郡           | 县               | 光山县 乐安县 定城县 殷城县 固始县 期思县 |
| 县               | 光城县 乐安县    | 宋安县           | 丰安县           | 定城县           | 東光城县         | 東新蔡县         | -                | -                | 茹由县           | 平高县           | 包信县           | 新蔡县           | 新城县           | 固始县           | 期思县           | -                | 县               | 光山县 乐安县 定城县 殷城县 固始县 期思县 |

唐朝武德三年（620年）改弋阳郡为光州，另置弦州，定城为治所；贞观元年（627年）废弦州。定城属光州。先天元年（712年）光州州治由光山迁至定城。天宝元年（742年）改光州为弋阳郡；乾元元年（758年）复为光州。唐朝时，户三万一千四百七十三，口十九万八千五百八十。下辖五县：定城县、光山县、仙居县、殷城县、固始县。
| 唐朝光州辖县 | 唐朝光州辖县                                             |
| ------------ | -------------------------------------------------------- |
| 618年        | 光山县、定城县、固始县、乐安县、殷城县                   |
| 620年        | 光山县、固始县、乐安县（定城县改属弦州，殷城县改属义州） |
| 627年        | 光山县、固始县、乐安县（定城县、殷城县来属）             |
| 712年        | 定城县（改治）、光山县、固始县、乐安县、殷城县           |
| 742年        | 定城县、光山县、固始县、乐安县（改名仙居县）、殷城县     |

北宋宣和元年（1119年）光州改为光山军，不久复为光州，绍兴二十八年（1158年）为避金海陵王太子光瑛讳，改光州为蒋州，不久复为光州。定城均为州治。嘉熙元年（1237年）兵乱，光州徙治金刚台。至元十二年（1275年）光州归附蒙古帝国，属蕲黄宣慰司，三十年（1293年）改属汝宁府，定城为州治。
明洪武元年（1368年）省定城县入光州。四年（1371年）光州属中都临濠府（治今安徽省凤阳县），十三年（1380年）改属汝宁府。清雍正二年（1724年）升光州为光州直隶州。

### 近现代
民国初，废府州设道尹。民国二年（1913年）光州改为潢川县，属豫南道（1914年改豫南道为汝阳道）；1928年5月河南省境划为14个行政区，潢川为第十三行政区治所。1932年8月成立河南省第九区行政督察专员公署，署治潢川。1934年4月署治曾迁至经扶，旋即返潢川。
1949年1月31日潢川解放，潢川县人民民主政府和鄂豫区二专署同迁县城设治，5月撤消鄂豫区所辖一、二专署，合并为潢川专署，属河南省人民政府，辖潢川、光山、固始、息县、商城、罗山、新县7县，潢川县人民民主政府改为潢川县人民政府；1952年10月，信阳、潢川两专署合并，潢川县隶属信阳专区。1970年属信阳地区。1998年6月9日开始，属信阳市至今未变。

## 文化
豫南“花鼓灯”戏在本地有重要的群众基础，各乡镇都有花鼓灯艺人和表演团体。

## 刺史
| 唐朝光州刺史 - 卢祖尚（621年—623年） - 陆善宗（武德、贞观年间） - 欧阳胤（贞观年间） - 庞廓（640年—644年） - 赵弘智（645年—650年） - 裴大觉（653年） - 齐虔（唐高宗时） - 李翼（681年之前） - 封叔廉（唐高宗时） - 李玄表（唐中宗时） - 韦光业（唐中宗、睿宗时） - 王熊（713年—715年） - 王希倩（开元年间） - 宋樽（开元末年） - 张筹（唐玄宗时） - 弋阳郡太守 | - 夏侯沼（786年） - 陈嵩（大历年间） - 苏奕（元和年间） - 房克让（819年） - 史备（元和末年） - 薛用弱（长庆年间） - 王建（大和年间） - 王宰（836年） - 李潘（840年） - 徐鄑（大中初年） - 支竦（850年） - 李弘毅（大中、咸通年间） - 卢郢（咸通年间） - 李弱翁（870年） - 裴玹（咸通年间） - 徐焕（878年） - 李罕之（广明年间—881年） - 王绪（881年—885年） - 卢铎（唐僖宗、唐昭宗时） - 刘存（896年） - 柴再用（896年—905年） - 贾铎（906年—907年） - 郭道瑜 - 陈宏智 |